# Парк Душана Јовановића
Парк Душана Јовановића, раније Митићева рупа, јавни је градски парк у Београду, стациониран у општини Врачар.

## Локација и карактеристике парка
Парк се налази у општини Врачар. Оивичен је улицама Краља Милана, Његошевом, Краља Милутина и Београдском улицом. У његовој непосредној близини налази се трг Славија и парк Мањеж. У парку се налази дечје игралиште, листопадно и четинарско дрвеће и соларни пуњач за мобилни телефон, који је поставила компанија Стробери енерџи. Парк је основан 2000. године, а њиме управља ЈКП „Зеленило Београд“.

## Историјат
Влада Митић, један од богатијих људи у Београду пре Другог светског рата купио је земљиште на Славији како би изградио највећу робну кућу на Балкану, темељи су ископани, али је избијање рата зауставило њену реализацију. Након рата комунисти су ухапсили Митића, конфисковали му целокупну имовину, укључујући плац на Славији и новац припремљен за изградњу робне куће. На простору данашњег парка Митићева рупа од 1946. до 1980. године било је у плану 26 различитих пројеката, али ниједан није реализован. У првој половини осамдесетих година овај простор био је неуређен, на горњем делу плаца налазио се паркинг, док је доњи део плаца био ограђен и делом под водом. За време мандата градоначелника Београда Богдан Богдановић, 1985. године, на простору данашњег парка постављен је велики сунчани сат. Деведесетих година простор парка купила је Дафимент банка, која је планирала да ту направи шопинг центар, али ни овај пројекат није реализован, а парцела је ограђена и остала запуштена. Године 2000. подручје је очишћено и на њему изграђен привремени парк са дечјим игралиштем. На његовом простору планирана је градња трговачког центра од стране израелских инвеститора, али и тај пројекат је пропао.
На простору Митићеве рупе налазила се кафана Рудничанин, која је срушена пред Други светски рат.
Позната је и београдска урбана легенда о „проклетству Митићеве рупе“ јер од многих планираних, ниједан објекат није изграђен на овом простору.
У јулу 2017. године на простору парка обновљено је дечје игралиште, иновиран травњак на око 500 m², а саниране су и околне стазе парка.
Парк је 2025. године преименован у Парк Душана Јовановића, по дечаку који је 1997. убијен у Београду од стране неонациста зато што је био Ром.